# Araneus demoniacus
Araneus demoniacus este o specie de păianjeni din genul Araneus, familia Araneidae, descrisă de Caporiacco, 1939.
Este endemică în Etiopia. Conform Catalogue of Life specia Araneus demoniacus nu are subspecii cunoscute.